# Vidar Reinhammar
Jarl Vidar Öjvind Reinhammar, född 8 december 1925 i Ström i Jämtland, död 8 februari 2000 i Uppsala, var en svensk dialektforskare, docent och ordboksredaktör.

## Biografi
Reinhammar var son till hemmansägaren Erik Reinhammar och Olivia Olofsson. Han föddes som åttonde barnet i en skara på elva i byn Renån ett par mil väster om Strömsund, och efter den sjuåriga folkskolan började han arbeta, bland annat i en brors lanthandel i Hallviken. Studentexamen tog han som privatist 1947 efter korrespondensstudier och några terminer i realskola och gymnasium. Ett år senare inledde han studier vid Uppsala universitet. Han blev filosofie kandidat 1951, filosofie magister 1953 och filosofie licentiat i nordiska språk 1958. År 1975 disputerade han på avhandlingen Pronomenstudier, i vilken han undersökte pronomenformer i vissa svenska, finlandssvenska och estlandssvenska dialekter. Året därpå tilldelades han en docentur vid Uppsala universitet. 
Han var engagerad i arbetet med Ordbok över Sveriges dialekter sedan projektets start 1954 fram till sin pensionering 1991, från 1971 som ordbokschef.
År 1981 gav han även ut en grammatik för den lokala dialekten av jämtskan i sin hembygd, Hammerdalsmålet.
Han var ledamot av Kungliga Gustav Adolfs Akademien för svensk folkkultur (korresponderande ledamot från 1975 och arbetande ledamot från 1981), och av Isländska sällskapet i Uppsala från dess grundande 1949.
Reinhammar var mycket aktiv i Norrlands nation i Uppsala. Han var nationens förste kurator åren 1953–1954, ledamot av byggnadskommittén på 1960-talet och under en period även ledamot av förvaltningsnämnden. Han utsågs till nationens hedersledamot 1977. 
Han gifte sig 1958 med Maj Söderlind, sedermera docent i nordiska språk. Han gravsattes den 24 februari 2000 på Uppsala gamla kyrkogård.